# Portula
Portula är en ort och kommun i provinsen Biella i regionen Piemonte i Italien. Kommunen hade 1 192 invånare (2018).